# بيتر دون
بيتر دون هو سياسي نيوزيلندي، ولد في 17 مارس 1954 في كرايستشرش في نيوزيلندا. نشط حزبياً في United Future ‏ وحزب العمال النيوزيلندي. وقد انتخب وزير الداخلية ‏ (28 يناير 2014 – 21 أكتوبر 2017) وانتخب وزير الداخلية ‏ (29 فبراير 1996 – 16 ديسمبر 1996) وانتخب عضو مجلس النواب النيوزيلندي ‏ عن دائرة Ōhāriu (New Zealand electorate) ‏ (17 يوليو 1984 – ).